# 森普雷邦山
森普雷邦山（英語：Mount Semprebon），是南極洲的山峰，位於埃爾斯沃思地，處於巴爾蘇姆山東北面1.9公里，屬於馬丁山的一部分，現時由南極條約體系管理。